# (20317) Hendrickson
(20317) Hendrickson (1998 FD144) – planetoida z pasa głównego asteroid okrążająca Słońce w ciągu 4,26 lat w średniej odległości 2,63 j.a. Odkryta 29 marca 1998 roku.